# Gare de Mezőlak
La gare de Mezőlak (en hongrois : Mezőlak vasútállomás) est une halte ferroviaire hongroise, située à Mezőlak.